# Pochylnia (wyrobisko)

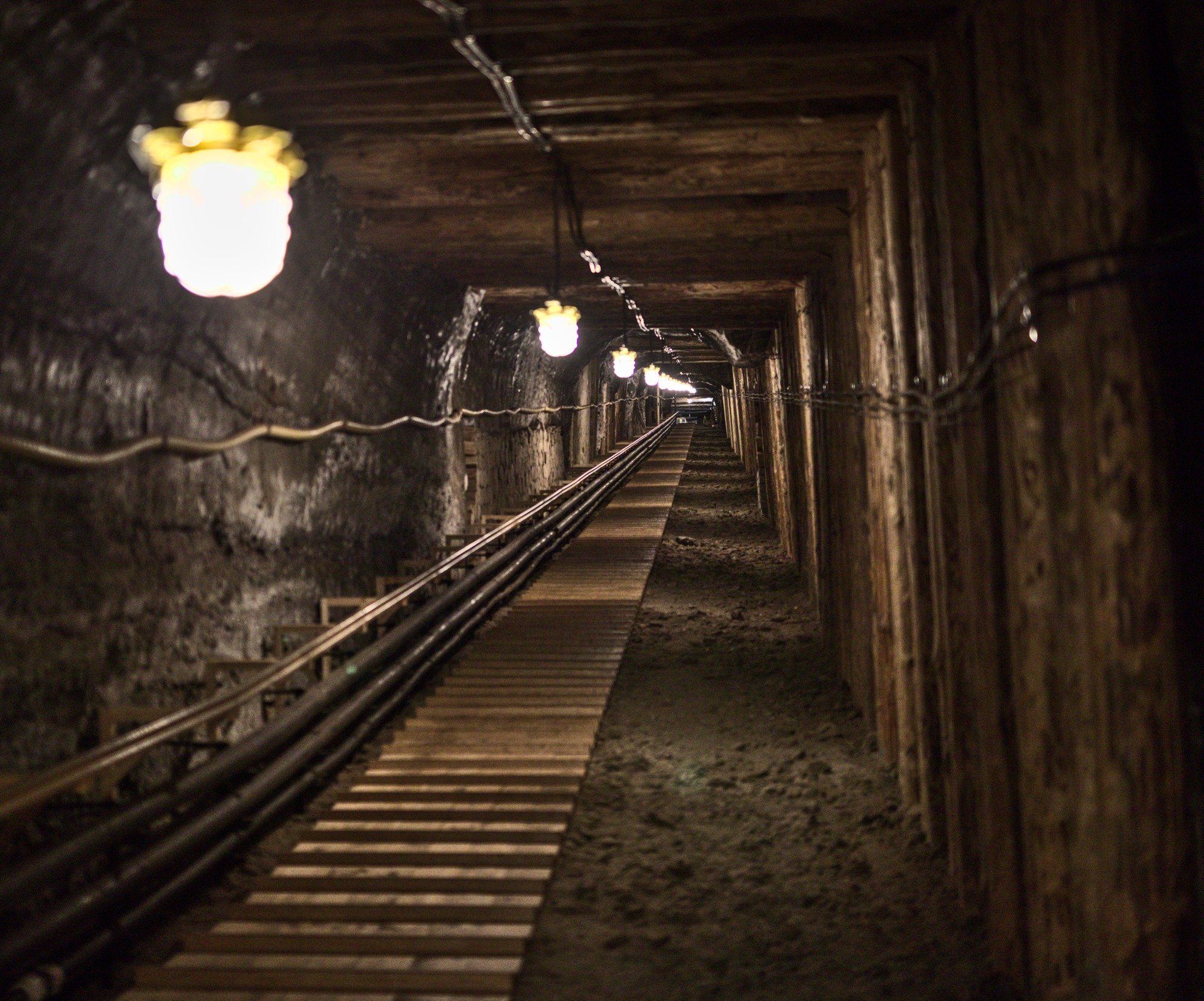
Upadowa łącząca poziom August z komorą Ważyn w bocheńskiej kopalni soli

Pochylnia – nachylone do 45° wyrobisko korytarzowe usytuowane w złożu, łączące dwa wykonane na różnych poziomach chodniki, drążone od dołu do góry, z transportem realizowanym z poziomu górnego na dolny.
- dowierzchnia – pochylnia służąca do wybierania złoża;
- pochylnia przekątna – pochylnia drążona w kierunku pośrednim między rozciągłością a nachyleniem pokładu;
- pochylnia graniczna – pochylnia drążona wzdłuż granic obszaru górniczego;
- pochylnia kamienna – pochylnia wykonana w skale płonnej.